# Fußball-Hessenliga 2020/21
Die Saison 2020/21 der Hessenliga war die 43. Spielzeit der Fußball-Hessenliga und die dreizehnte als fünfthöchste Spielklasse in Deutschland. Sie wurde am 4. September 2020 mit der Partie des KSV Baunatal und des SV Steinbach eröffnet, ab dem 29. Oktober 2020 unter- und am 30. April 2021 schließlich abgebrochen sowie annulliert.

## Auswirkungen der COVID-19-Pandemie
Auf Basis eines Beschlusses einer Konferenz der Ministerpräsidenten der Länder wurde der Spielbetrieb ab dem 29. Oktober 2020 bis auf Weiteres komplett eingestellt. Ende März 2021 regte der Verband den Saisonabbruch an, welcher am 30. April 2021 vollzogen wurde; aufgrund der nicht ausreichenden Anzahl absolvierter Partien wurde die Spielzeit darüber hinaus annulliert, es gab keine Auf- oder Abstiege in die oder aus der Oberliga. Falls wider Erwarten doch Regionalligaaufsteiger zugelassen würden, würde dieser anhand einer Quotiententabelle bestimmt.
Anfang Mai kündigte die SG Barockstadt Fulda-Lehnerz – aufgrund ihres sportlichen Abschneidens generell aufstiegsberechtigt – an, die Entscheidung der Regionalliga Südwest GbR, keine Aufstiege in die Regionalliga Südwest zuzulassen, gerichtlich prüfen zu lassen. Mitte Juni wurde die Klage vor dem Landgericht Mannheim abgewiesen.

## Teilnehmer
Aufgrund der COVID-19-Pandemie war ein außerordentlicher Verbandstag am 20. Juni 2020 erforderlich, um abschließend über die Wertung der abgebrochenen Vorsaison und damit über die Teilnehmer der aktuellen Saison zu entscheiden. Demnach gab es keine Absteiger aus der und in die Hessenliga. Ab der Liga abwärts wurde jeweils nach der Quotientenregel eine Abschlusstabelle errechnet. Aus den untergeordneten Verbandsligen stiegen somit die jeweils besten, aufstiegsberechtigten Mannschaften sowie die quotientenstärkste Mannschaft derer, die ursprünglich an den Aufstiegsrelegationen teilgenommen hätten, auf.
Für die Spielzeit 2020/21 hatten sich somit folgende Vereine qualifiziert:
- die verbliebenen Mannschaften aus der Hessenliga 2019/20:
  - FC Eddersheim
  - SG Barockstadt Fulda-Lehnerz
  - VfB Ginsheim
  - SV Rot-Weiß Hadamar
  - SC Hessen Dreieich
  - SC Viktoria Griesheim
  - Rot-Weiß Walldorf
  - SC Waldgirmes
  - Türk Gücü Friedberg
  - KSV Baunatal
  - FV Bad Vilbel
  - FC Hanau 93
  - TuS Dietkirchen
  - SV Steinbach
  - SV Neuhof
  - FSV 1926 Fernwald
- die jeweils besten zum Aufstieg gemeldeten Mannschaften der drei Staffeln der Verbandsliga Hessen 2019/20:
  - Nord: Hünfelder SV
  - Mitte: SV Zeilsheim
  - Süd: 1. FC Erlensee
- der quotientenbeste Tabellenzweite der Verbandsliga Hessen 2019/20:
  - SV Buchonia Flieden

## Tabelle zum Zeitpunkt des Abbruchs
Bei der Berechnung wurde laut der Spielordnung des HFV der direkte Vergleich berücksichtigt.
| Pl.             | Verein                       | Sp. | S  | U | N | Tore    | Diff. | Punkte |
| --------------- | ---------------------------- | --- | -- | - | - | ------- | ----- | ------ |
| 1.              | SG Barockstadt Fulda-Lehnerz | 12  | 11 | 0 | 1 | 031:600 | +25   | 33     |
| 2.              | SC Hessen Dreieich           | 12  | 10 | 1 | 1 | 037:110 | +26   | 31     |
| 3.              | Rot-Weiß Walldorf            | 12  | 7  | 2 | 3 | 031:170 | +14   | 23     |
| 4.              | FC Hanau 93                  | 11  | 7  | 2 | 2 | 028:140 | +14   | 23     |
| 5.              | Türk Gücü Friedberg          | 11  | 7  | 1 | 3 | 024:900 | +15   | 22     |
| 6.              | SV Rot-Weiß Hadamar          | 12  | 6  | 1 | 5 | 015:150 | ±0    | 19     |
| 7.              | SC Waldgirmes                | 12  | 5  | 3 | 4 | 024:210 | +3    | 18     |
| 8.              | SV Buchonia Flieden (N)      | 12  | 5  | 3 | 4 | 020:170 | +3    | 18     |
| 9.              | SV Zeilsheim (N)             | 12  | 4  | 3 | 5 | 023:220 | +1    | 15     |
| 10.             | FSV 1926 Fernwald            | 11  | 4  | 3 | 4 | 016:180 | −2    | 15     |
| 11.             | SV Steinbach                 | 12  | 4  | 3 | 5 | 015:170 | −2    | 15     |
| 12.             | FV Bad Vilbel                | 12  | 3  | 4 | 5 | 012:140 | −2    | 13     |
| 13.             | KSV Baunatal                 | 11  | 3  | 4 | 4 | 014:190 | −5    | 13     |
| 14.             | SV Neuhof                    | 12  | 4  | 1 | 7 | 012:250 | −13   | 13     |
| 15.             | TuS Dietkirchen              | 12  | 4  | 1 | 7 | 016:340 | −18   | 13     |
| 16.             | VfB Ginsheim                 | 12  | 3  | 2 | 7 | 017:250 | −8    | 11     |
| 17.             | SC Viktoria Griesheim        | 12  | 2  | 4 | 6 | 012:160 | −4    | 10     |
| 18.             | Hünfelder SV (N)             | 12  | 2  | 3 | 7 | 008:230 | −15   | 09     |
| 19.             | FC Eddersheim                | 11  | 2  | 2 | 7 | 019:280 | −9    | 08     |
| 20.             | 1. FC Erlensee (N)           | 11  | 2  | 1 | 8 | 007:300 | −23   | 07     |
| Stand: Endstand |                              |     |    |   |   |         |       |        |

| (N) | Aufsteiger aus den Verbandsligen 2019/20 |

## Kreuztabelle
Die Kreuztabelle stellt die Ergebnisse aller Spiele dieser Saison dar. Die Heimmannschaft ist in der linken Spalte, die Gastmannschaft in der oberen Zeile aufgelistet.
| 2020/21                      | FC Eddersheim | SG Barockstadt Fulda-Lehnerz | VfB Ginsheim | SV Rot-Weiß Hadamar | SC Hessen Dreieich | SC Viktoria Griesheim | Rot-Weiß Walldorf | SC Waldgirmes | Türk Gücü Friedberg | KSV Baunatal | FV Bad Vilbel | FC Hanau 93 | TuS Dietkirchen | SV Steinbach | SV Neuhof | FSV 1926 Fernwald | Hünfelder SV | SV Zeilsheim | 1. FC Erlensee | SV Buchonia Flieden |
| ---------------------------- | ------------- | ---------------------------- | ------------ | ------------------- | ------------------ | --------------------- | ----------------- | ------------- | ------------------- | ------------ | ------------- | ----------- | --------------- | ------------ | --------- | ----------------- | ------------ | ------------ | -------------- | ------------------- |
| FC Eddersheim                |               | 0:2                          | 2:3          | –                   | –                  | –                     | –                 | 3:5           | –                   | –            | –             | –           | –               | 2:3          | –         | 1:1               | –            | 2:1          | –              | –                   |
| SG Barockstadt Fulda-Lehnerz | –             |                              | 1:0          | –                   | 3:1                | –                     | –                 | 3:0           | –                   | –            | –             | 2:1         | –               | –            | 4:0       | –                 | –            | –            | –              | 3:0                 |
| VfB Ginsheim                 | –             | –                            |              | 0:1                 | 0:3                | 1:1                   | –                 | –             | 0:3                 | –            | 1:4           | –           | –               | –            | –         | –                 | –            | –            | –              | 2:2                 |
| SV Rot-Weiß Hadamar          | 2:0           | –                            | –            |                     | –                  | –                     | –                 | –             | 0:1                 | –            | 1:1           | –           | 2:0             | –            | –         | –                 | 0:2          | –            | 1:0            | –                   |
| SC Hessen Dreieich           | 3:3           | –                            | –            | 1:0                 |                    | 2:1                   | –                 | –             | –                   | –            | –             | –           | 9:0             | –            | –         | –                 | –            | –            | 2:0            | 2:0                 |
| SC Viktoria Griesheim        | 0:2           | –                            | –            | –                   | –                  |                       | –                 | –             | –                   | –            | 0:0           | –           | 3:0             | 1:1          | –         | –                 | 3:0          | –            | 0:1            | –                   |
| Rot-Weiß Walldorf            | –             | –                            | 4:2          | 3:1                 | –                  | –                     |                   | –             | 1:0                 | 1:1          | –             | 6:2         | –               | –            | –         | –                 | –            | –            | –              | –                   |
| SC Waldgirmes                | –             | –                            | –            | 2:3                 | 1:2                | 3:1                   | –                 |               | 2:0                 | –            | –             | –           | 3:0             | –            | –         | –                 | –            | –            | –              | 1:1                 |
| Türk Gücü Friedberg          | –             | –                            | –            | –                   | –                  | –                     | –                 | –             |                     | 0:0          | 2:0           | –           | 6:0             | –            | –         | 2:3               | –            | –            | 3:1            | –                   |
| KSV Baunatal                 | –             | 1:2                          | –            | –                   | 1:3                | –                     | –                 | 1:1           | –                   |              | –             | –           | –               | 1:4          | –         | –                 | –            | –            | –              | 1:3                 |
| FV Bad Vilbel                | –             | –                            | –            | –                   | –                  | –                     | 1:2               | –             | –                   | 1:1          |               | –           | –               | –            | –         | 0:1               | 1:1          | 0:1          | 2:0            | –                   |
| FC Hanau 93                  | –             | –                            | –            | 3:0                 | –                  | –                     | 3:1               | –             | –                   | –            | 4:1           |             | –               | –            | –         | –                 | 4:0          | –            | –              | 2:1                 |
| TuS Dietkirchen              | 4:2           | 2:0                          | –            | –                   | –                  | –                     | 2:3               | –             | –                   | –            | –             | –           |                 | 3:1          | –         | 2:1               | –            | 2:2          | –              | –                   |
| SV Steinbach                 | –             | 0:1                          | 2:0          | –                   | 0:4                | –                     | –                 | 1:1           | –                   | –            | –             | 0:2         | –               |              | –         | –                 | –            | 0:1          | –              | –                   |
| SV Neuhof                    | –             | –                            | –            | 0:3                 | –                  | 2:0                   | –                 | –             | 0:4                 | 3:4          | 0:1           | 0:4         | –               | –            |           | –                 | –            | –            | –              | –                   |
| FSV 1926 Fernwald            | –             | –                            | 0:4          | –                   | –                  | –                     | 1:0               | 5:2           | –                   | 1:2          | –             | 0:0         | –               | –            | 2:4       |                   | –            | –            | –              | –                   |
| Hünfelder SV                 | –             | 0:5                          | –            | –                   | –                  | –                     | 1:1               | –             | –                   | 0:1          | –             | –           | –               | –            | 0:1       | 1:1               |              | 1:0          | –              | –                   |
| SV Zeilsheim                 | –             | –                            | –            | –                   | 1:3                | –                     | 4:3               | 1:3           | –                   | –            | –             | 3:3         | –               | –            | 1:1       | –                 | –            |              | –              | –                   |
| 1. FC Erlensee               | –             | 1:5                          | –            | –                   | –                  | –                     | 1:7               | –             | –                   | –            | –             | –           | –               | 1:1          | 2:0       | –                 | –            | 0:6          |                | –                   |
| SV Buchonia Flieden          | 4:2           | –                            | –            | –                   | –                  | 1:1                   | –                 | –             | –                   | –            | –             | –           | 2:1             | 0:2          | –         | –                 | 3:0          | –            | 3:0            |                     |
| Stand: Endstand              |               |                              |              |                     |                    |                       |                   |               |                     |              |               |             |                 |              |           |                   |              |              |                |                     |